# Synechodes
Synechodes – rodzaj motyli z podrzędu Glossata i rodziny Brachodidae.

## Morfologia i zasięg
Należą tu motyle o rozpiętości skrzydeł od 14 do 34 mm, podobne do rodzaju Sagalassa. Głowa o dużych, jajowatych oczach złożonych i dużych przyoczkach oraz krótkich, nitkowatych czułkach. Przednie skrzydła są wydłużone i mają tępo zaokrąglone wierzchołki. Tylne skrzydła cechują się silnie łukowatą żyłką subkostalną połączoną przed nasadą skrzydła. Narządy rozrodcze samców o szerokim, trójkątnym unkusie, tęgim gnatosie i krótkim edeagusie, opatrzonym cierniem. Samice odznaczają się bardzo dużą, masywną dodatkową torebką kopulacyjną.
Rodzaj rozsiedlony od wschodnich Indii przez Indonezję i Papuę-Nową Gwineę po Australię.

## Taksonomia
Takson ten wprowadzony został w 1913 roku przez Afreda Jefferisa Turnera i początkowo zaliczony do Plutellidae. 
Do rodzaju należą m.in.:
- Synechodes agrippina (Meyrick, 1930)
- Synechodes andamanus Kallies, 2004
- Synechodes coniophora Turner, 1913
- Synechodes diabolus (Felder et Rogenhofer, 1875)
- Synechodes exigua Kallies, 2004
- Synechodes fulvoris Kallies, 1998
- Synechodes lunaris Kallies, 2004
- Synechodes megaloptera Kallies, 1998
- Synechodes olivora Kallies, 1998
- Synechodes papuana Heppner, 1990
- Synechodes platysema (Meyrick, 1921)
- Synechodes polias Kallies, 2013
- Synechodes rotanicola Kallies, 2004
- Synechodes royalis Kallies, 1998
- Synechodes rubroris Kallies, 1998
- Synechodes sidereus Kallies, 2004
- Synechodes sumatrana Kallies, 2000
- Synechodes tamila Kallies, 2013